# Grab des Wang Chuzhi

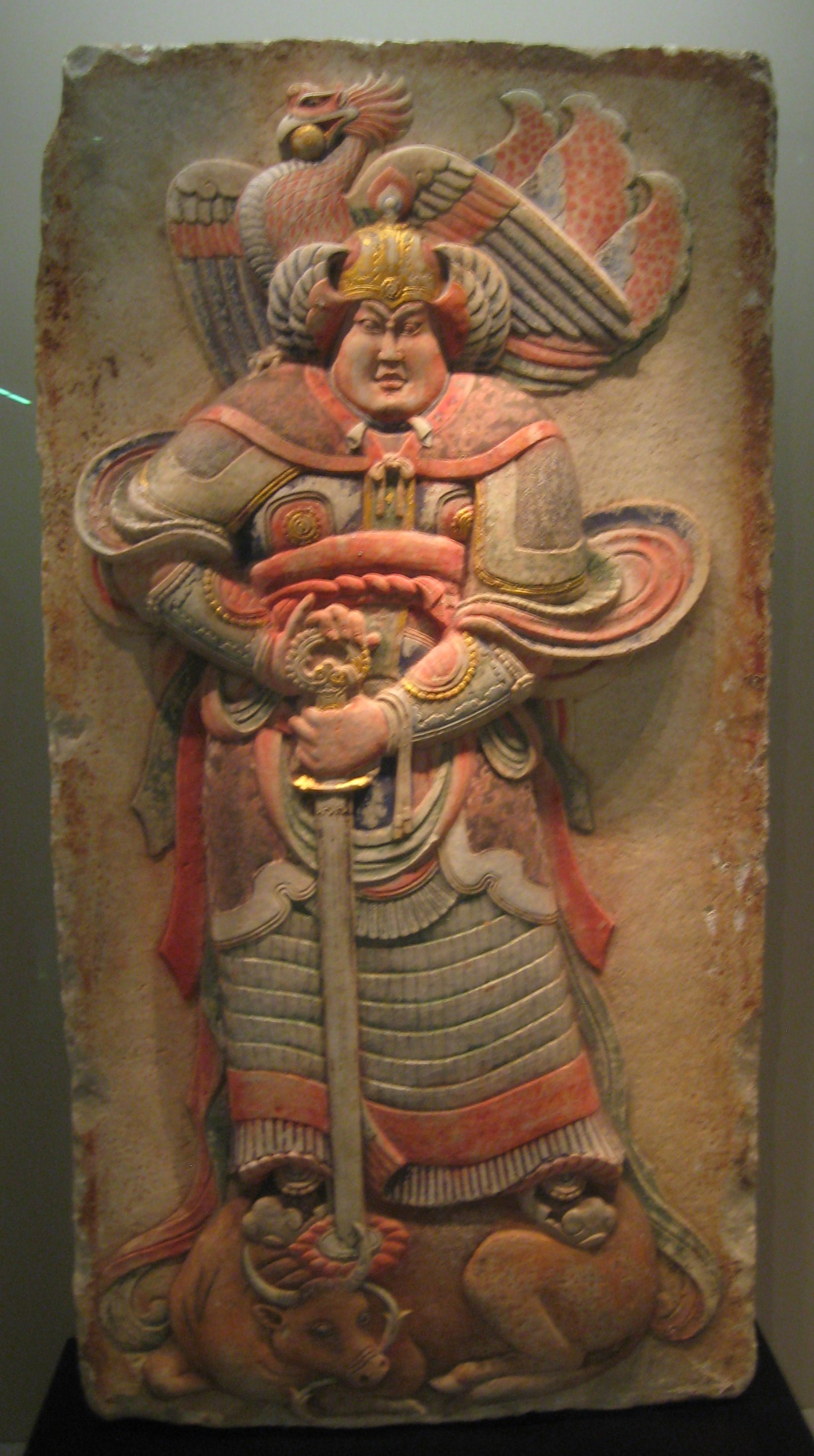
Steinrelief vom Grab des Wang Chuzhi – bemaltes Steinrelief eines Kriegers

Das Grab des Wang Chuzhi (chinesisch 王處直墓 / 王处直墓, Pinyin Wang Chuzhi mu, W.-G. Wang Ch’u-chih mu, englisch Tomb of Wang Chuzhi) ist das Grab von Wang Chuzhi (863–923), einem hohen Militärgouverneur aus der späten Zeit der Tang-Dynastie und der Späteren Liang-Dynastie aus der Zeit der Fünf Dynastien. Es wurde 1980 im Dorf Xiyanchuan des Kreises Quyang (Baoding) der chinesischen Provinz Hebei entdeckt.
Das Grab wurde im Juli 1994 ausgeraubt. Es ist aber wegen seiner künstlerisch auf hohen Niveau befindlichen Wandmalereien und Reliefs von großem historischen Wert.

## Bemalte Marmorreliefs
Auf zwei bemalten Marmorreliefs ist eine Gruppe von Dienerinnen sowie ein fünfzehnköpfiges Damenorchester zu sehen. Es gibt Aufschlüsse über den Musikgeschmack der Oberschicht der ausgehenden Tang-Dynastie.

### Damenorchester
Die Gruppe besteht aus einem Dirigenten, vor ihm zwei kleine Tänzer, das eigentliche Orchester ist zwölfköpfig. In der vorderen Reihe wird von fünf Damen – von rechts nach links – auf den Instrumenten konghou (Bogenharfe), guzheng (Wölbbrettzither), pipa (Laute), paiban (Plattenklapper) und dagu (große Trommel) musiziert, in der hinteren Reihe von sieben Damen auf den Instrumenten sheng (Mundorgel), fangxiang (Schlagplattenspiel), dalagu (westasiatische Zylindertrommel), bili 篳篥 (Oboe; 2×) und hengdi 橫笛 (Bambusquerflöte; 2×).

Galerie
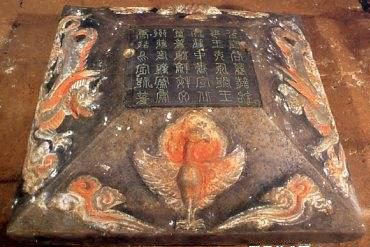
Epitaph des Grab des Wang Ch’u-chih
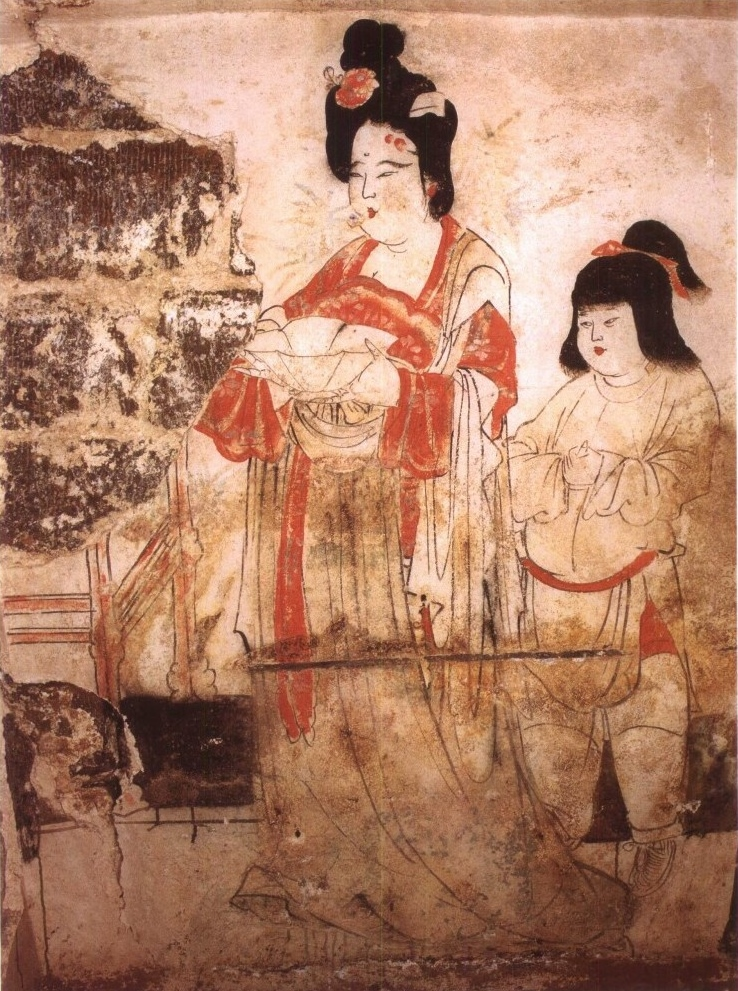
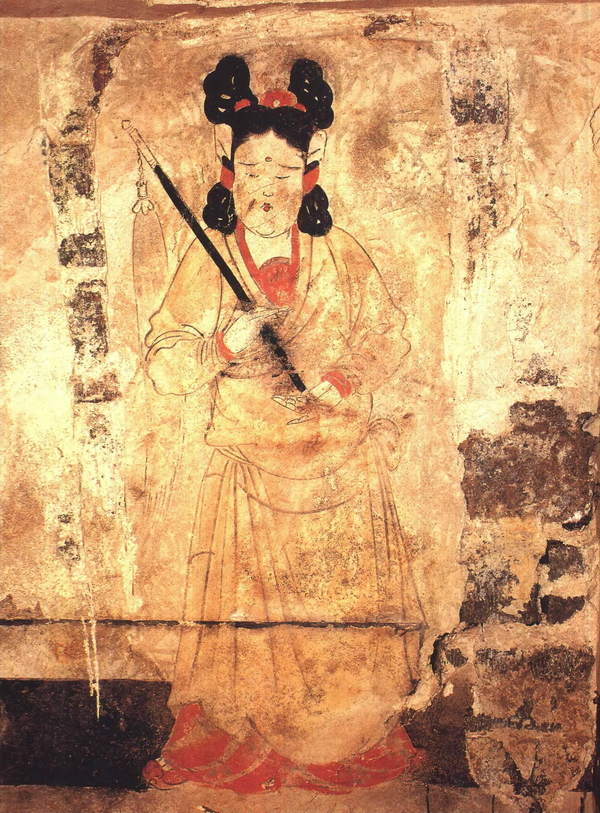
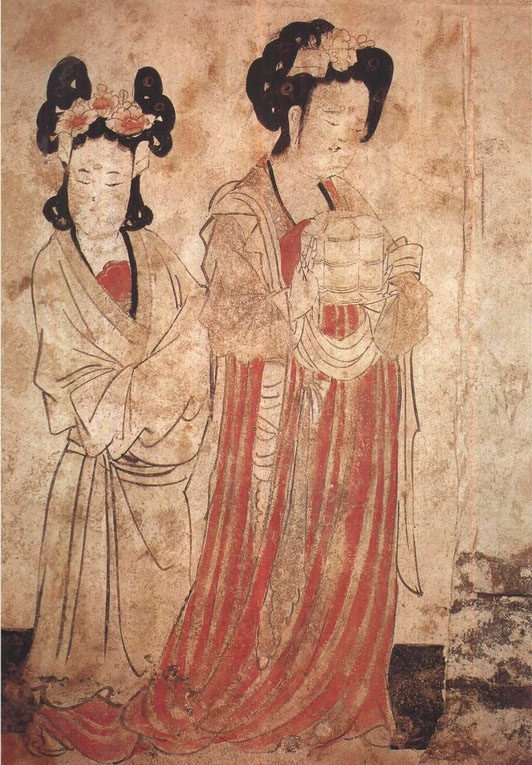
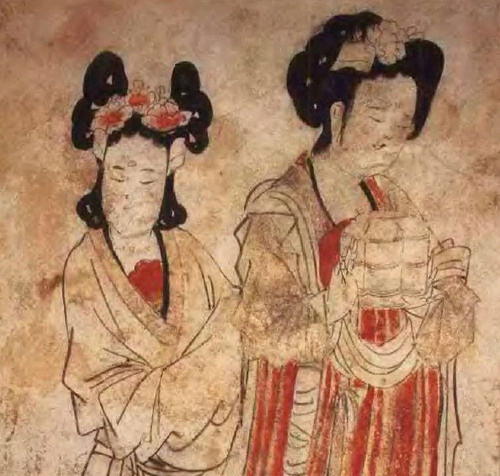
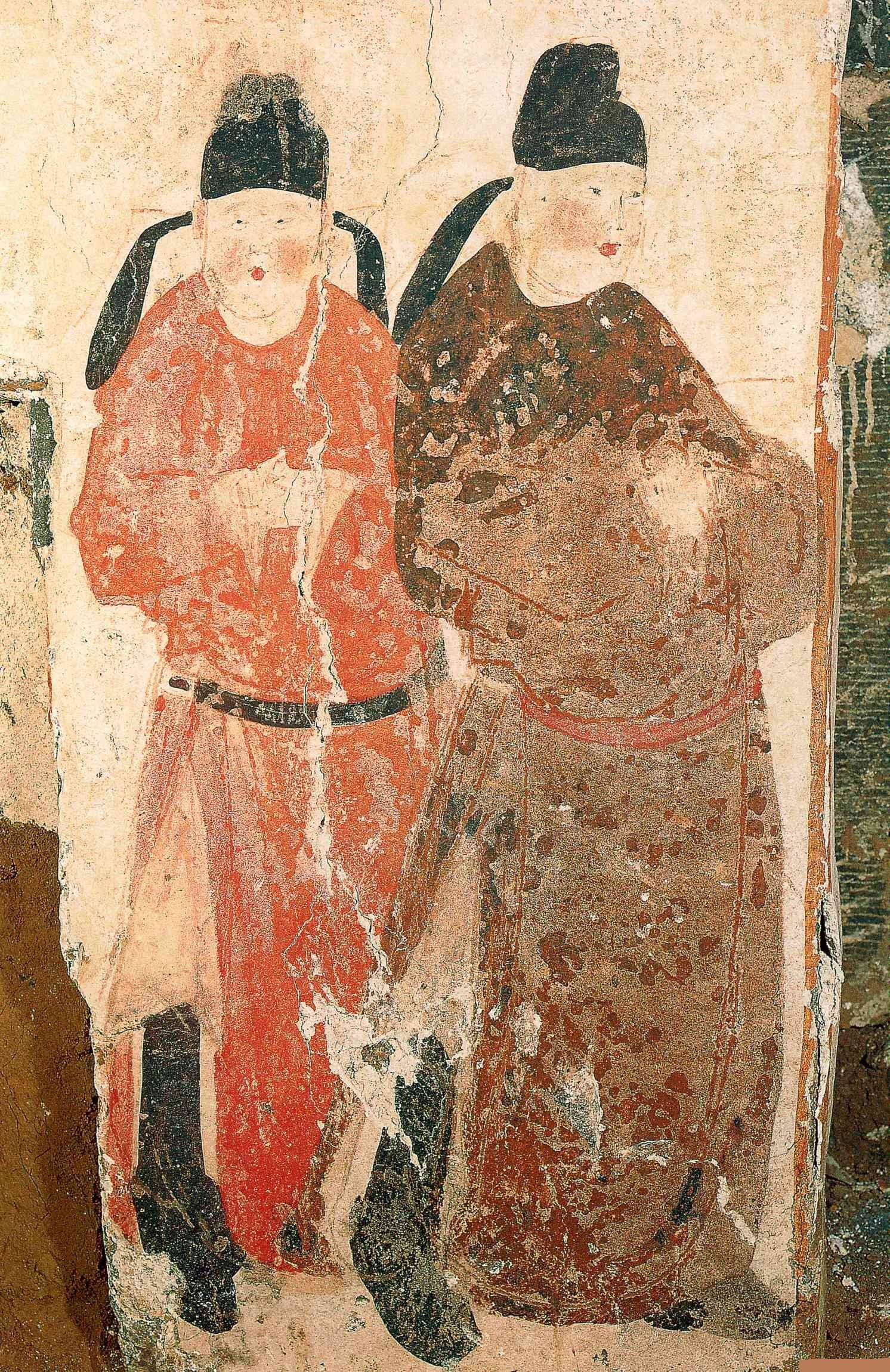
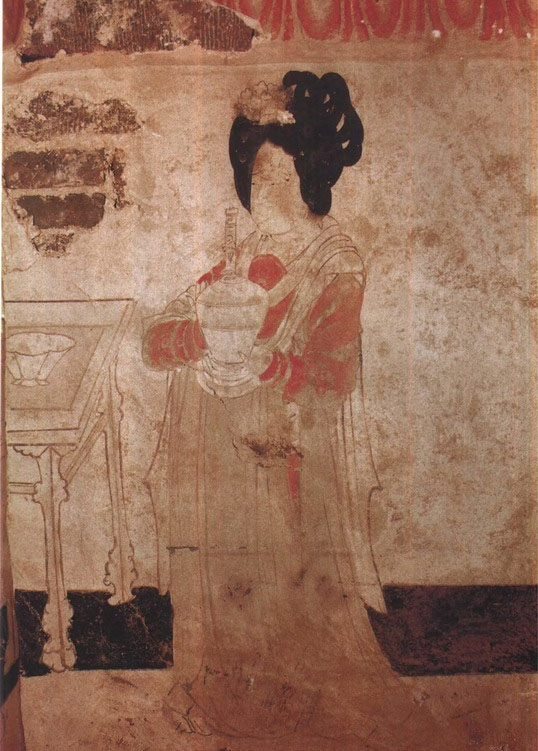
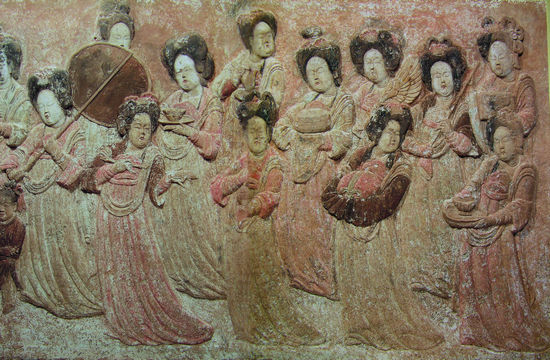
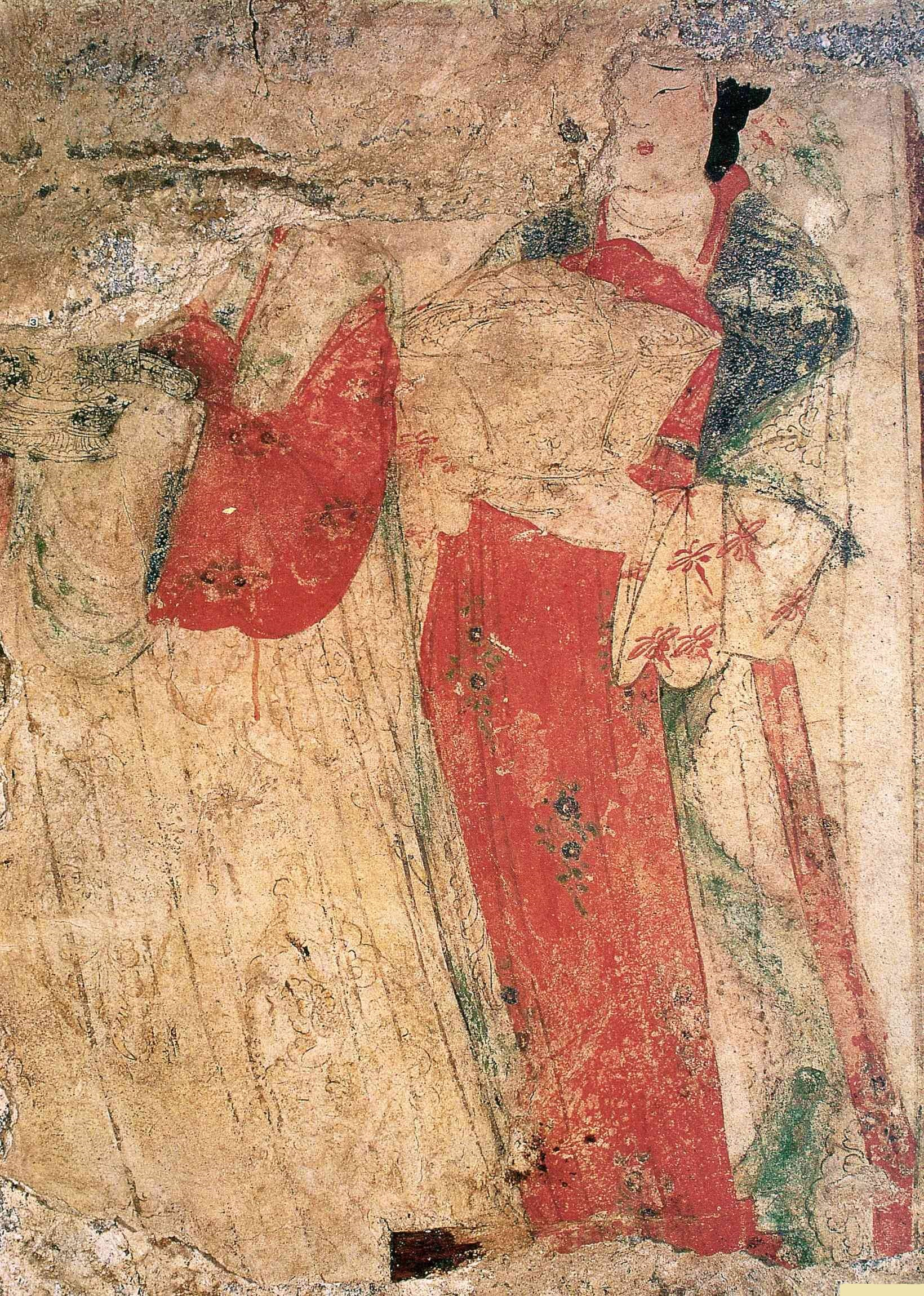
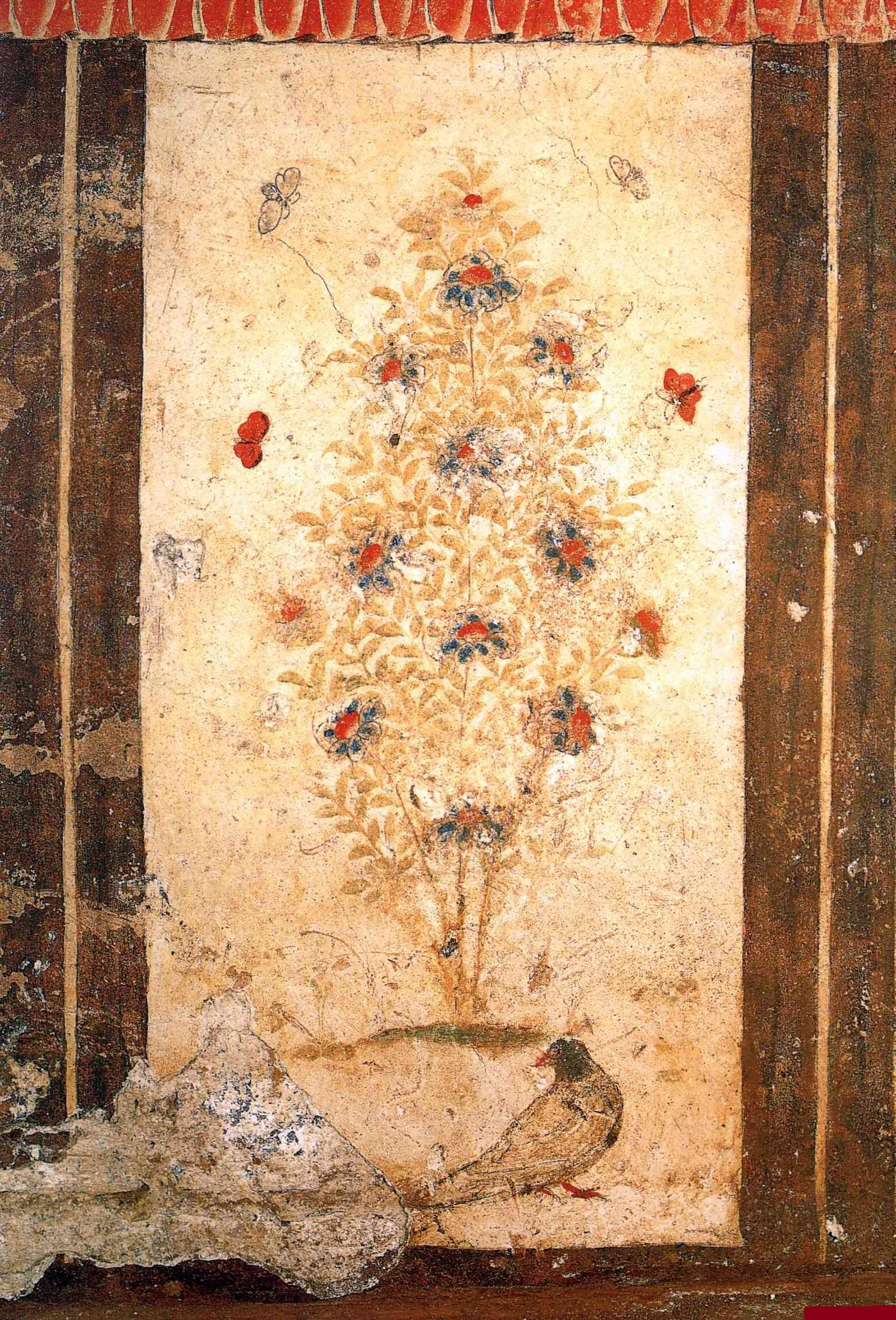
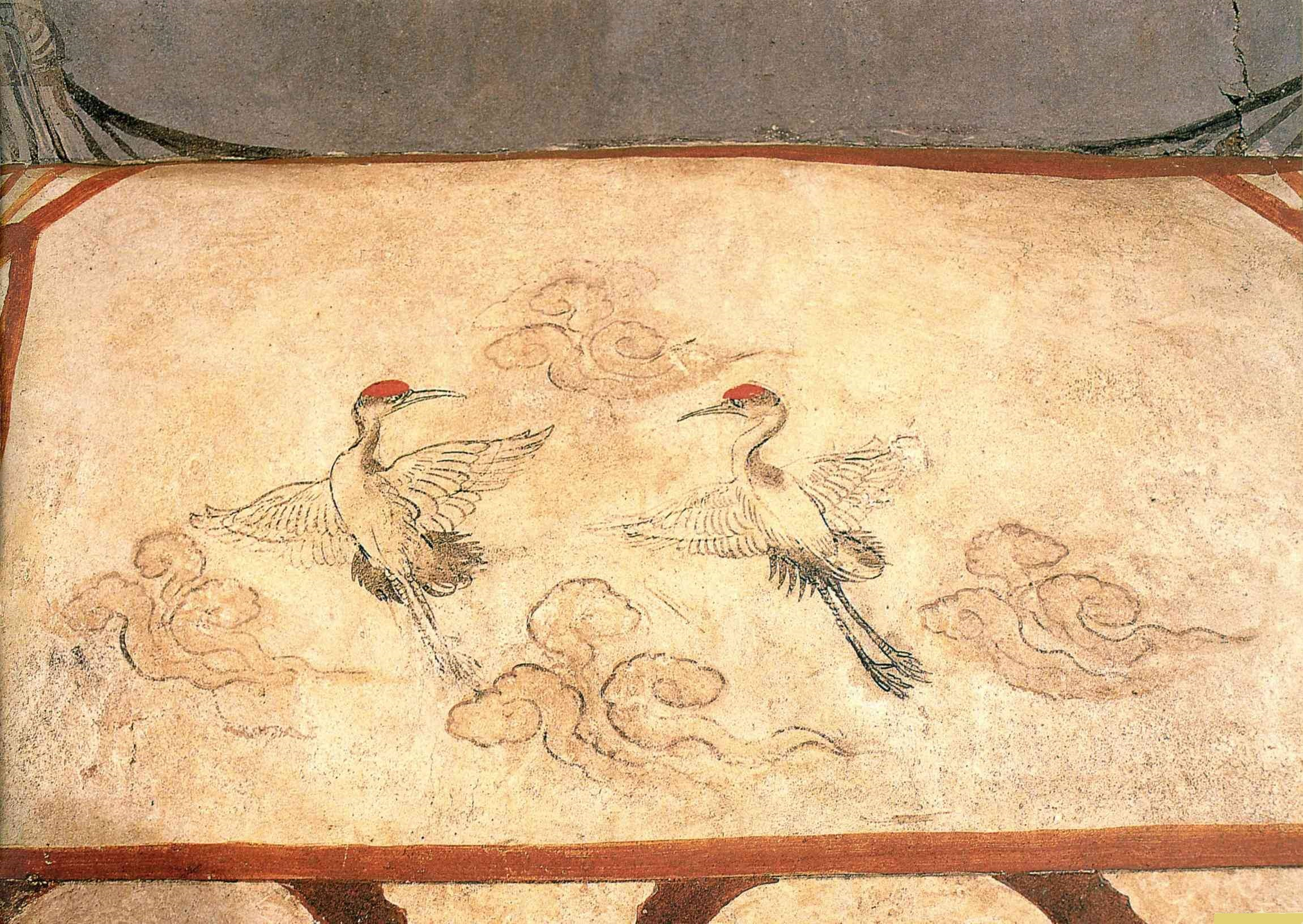
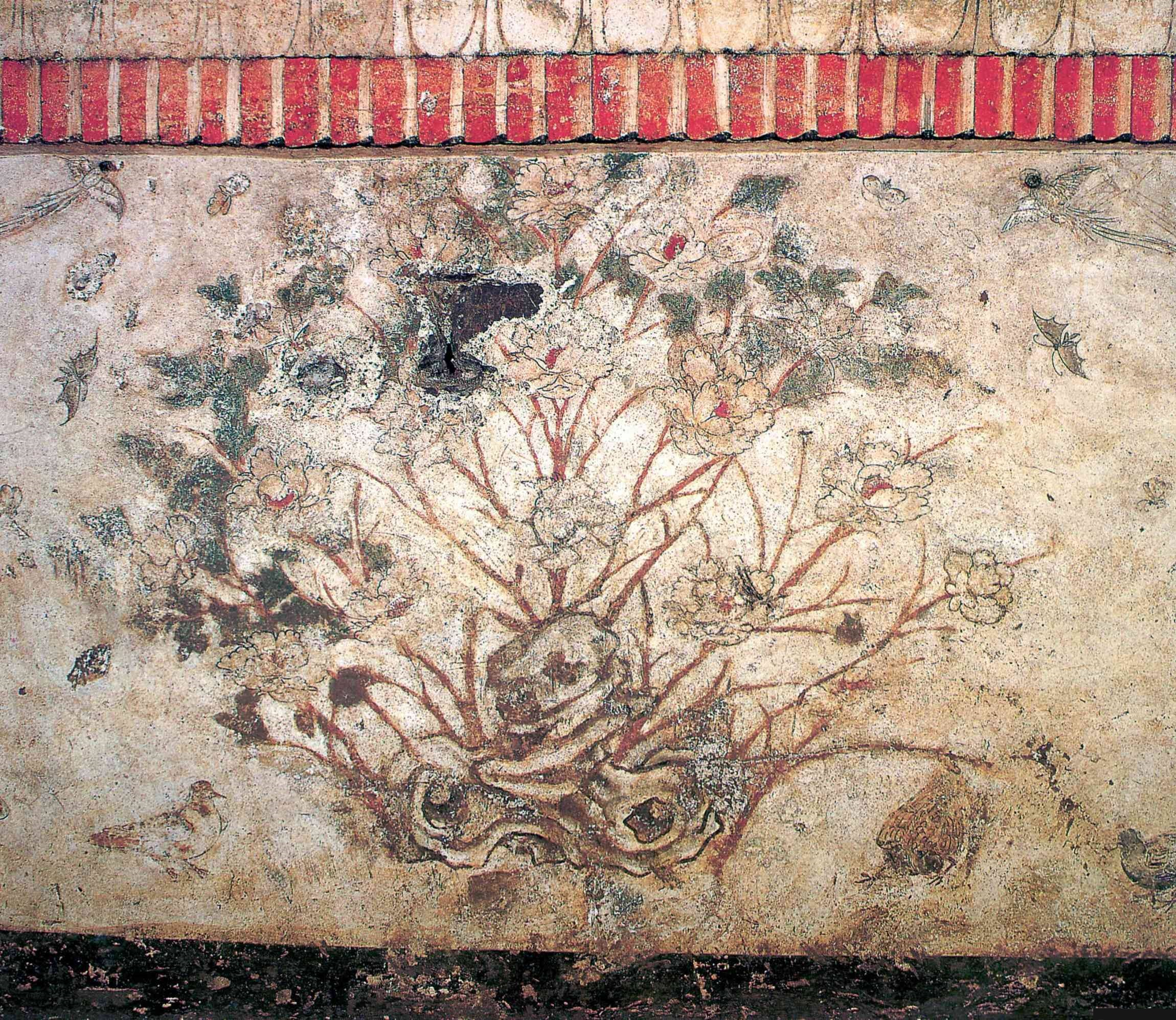
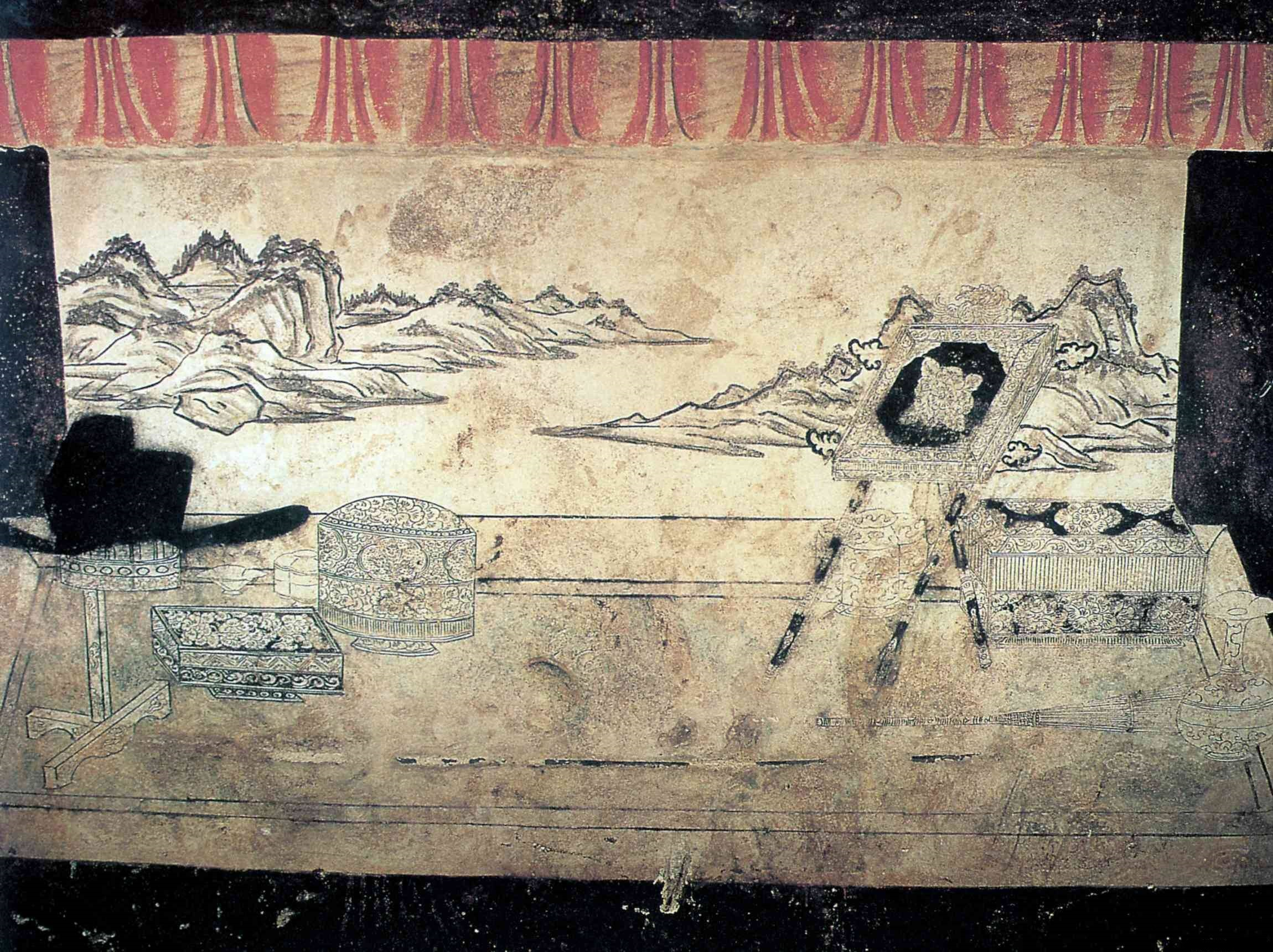
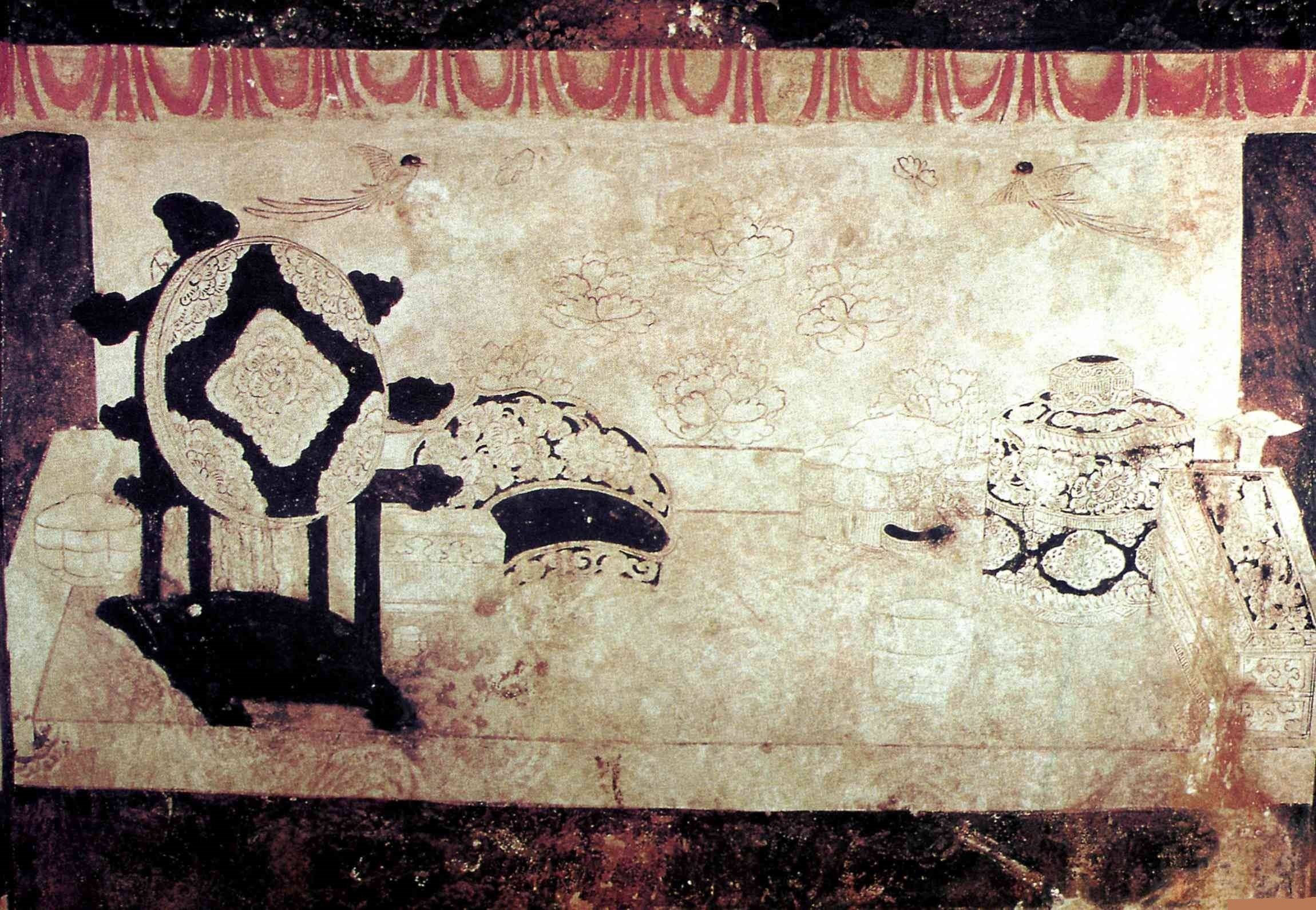